# Saint-Martin-de-Valamas
 Saint-Martin-de-Valamas  es una población y comuna francesa, ubicada en la región de Ródano-Alpes, departamento de Ardèche, en el distrito de Tournon-sur-Rhône. Es el chef-lieu y mayor población del cantón de Saint-Martin-de-Valamas.

## Demografía
| 1742 | 1625 | 1640 | 1516 | 1386 | 1299 |
| Para los censos de 1962 a 1999 la población legal corresponde a la población sin duplicidades (Fuente: INSEE [Consultar]) |      |      |      |      |      |